# Smarzewo
Smarzewo – wieś kociewska w Polsce położona w województwie pomorskim, w powiecie starogardzkim, w gminie Smętowo Graniczne.
W latach 1975–1998 miejscowość administracyjnie należała do województwa gdańskiego.

## Zabytki
Według rejestru zabytków NID na listę zabytków wpisane są piwnice dworu i oficyny, poł. XIX, nr rej.: A-862 z 25.04.1977.